# Lerdo (község)
Lerdo község Mexikó Durango államának keleti részén. 2010-ben lakossága kb. 141 000 fő volt, ebből mintegy 80 000-en laktak a községközpontban, Lerdóban, a többi 61 000 lakos a község területén található 228 kisebb településen élt.

## Fekvése
A Durango állam keleti részén, Coahuila határán, a Comarca Lagunerában fekvő község legnagyobb részét a Keleti-Sierra Madre északnyugat–délkelet irányú, többnyire 2000 m körüli, de egy helyen a 2900 m-t is megközelítő hegyláncai foglalják el, középső részén azonban egy kb. 1160 m-rel a tenger szintje fölött fekvő síkság terül el. Itt található a község csaknem összes települése, köztük a síkság keleti szélén, Torreónnal és Gómez Palacióval egybeépülve a községközpont, Lerdo is. Két legjelentősebb folyója az Aguanaval és a Nazas. Ez utóbbi csak időszakos folyó, csak úgy, mint az összes többi kisebb vízfolyás, melyek közül említésre érdemesek még: az El Mimbre, a La Sepultura, az El Álamo, a La Trementina, a La Pitahaya, a Monterrey, az El Pando, a Rincón El Macho és az El Suspiro. A mezőgazdaság alig 12%-ot hasznosít a község területéből: jellemzően a középső síkságon, kis részben pedig az északi és déli határvidékeken. Lerdo legnagyobb részét, 80% fölötti arányt sivatagos-félsivatagos-bozótos terület borít.

## Népesség
A község lakóinak száma a közelmúltban igen gyorsan növekedett, a változásokat szemlélteti az alábbi táblázat:
| Év   | Lakosság |
| ---- | -------- |
| 1990 | 94 324   |
| 1995 | 105 533  |
| 2000 | 112 435  |
| 2005 | 129 191  |
| 2010 | 141 043  |

## Települései
A községben 2010-ben 229 lakott helyet tartottak nyilván, de nagy részük igen kicsi: 140 településen 10-nél is kevesebben éltek. A jelentősebb helységek:
| Település                               | Lakosság (2010) |
| --------------------------------------- | --------------- |
| Lerdo vagy Ciudad Lerdo (községközpont) | 79 669          |
| Nazareno                                | 7515            |
| Ciudad Juárez                           | 7069            |
| La Loma                                 | 4045            |
| León Guzmán                             | 3335            |
| Carlos Real (San Carlos)                | 3021            |
| El Huarache (El Guarache)               | 2709            |
| Juan E. García                          | 2457            |
| Villa de Guadalupe                      | 2376            |
| Sapioris                                | 1866            |
| San Jacinto                             | 1661            |
| Los Ángeles                             | 1616            |
| La Goma                                 | 1522            |
| Ejido 21 de Marzo                       | 1408            |
| Seis de Enero                           | 1372            |
| Álvaro Obregón                          | 1359            |
| La Luz                                  | 1285            |
| Picardías                               | 1194            |
| Las Cuevas                              | 1125            |
| El Rayo                                 | 1030            |